# Робко 01
„Робко 01“ e български учебен антропоморфен робот (робот-ръка) с 5 степени на подвижност. Разработен е в ИТКР-БАН с цел обучение по роботика и кибернетика. Проектиран за работа с „ИМКО-1“ и последвалите го „ИМКО-2“ и „Правец-8“. Произвеждал се е в Завода за медицинска техника в София. Направени са около 17 000 броя.

## Общи характеристики
- управлява се от 8-битов компютър „Правец 8“, но също така и от модерни 32 и 64 битови компютри без значение от ОС;
- задвижване с помощта на стъпкови електродвигатели;
- конструкцията на робота осигурява нагледност на кинематиката и задвижването;
- притежава богати възможности за програмно осигуряване в различни координатни системи;
- правилата за работа са сравнително прости и лесно усвоими дори за начинаещи;
- осигурява безопасност при работа;

## Технически характеристики
- брой на степените на подвижност – 6[1];
- радиус на работния обем – 356 mm;
- разсейване при многократно позициониране (повторяемост) – 1 mm;
- точност на повторение на обучената точка – 5 mm;
- товароносимост – 1500g
- захранване – 12 V;
- консумация — до 2.5 А;
- възможност за 7 входа и 8 изхода за връзка с външно оборудване, включително:
  - Учебна въртяща маса. Предназначена е за кръгово преместване на детайли, довеждане и отвеждането им от роботизирано работно място и др.
  - Учебен конвейер за линейно преместване на детайли, довеждане и отвеждането им от учебно роботизирано работно място и други цели.
  - Сензорен фотооптичен хващач. Реагира при наличието на обекти между пръстите на хващача. Монтира се към Робко-01 и работата му дава адаптивни възможности на робота.
  - Магнитен хващач. Дава възможност за манипулиране на магнитно чувствителни материали с маса до 50 g. Монтира се към Робко-01

## Дънна платка
- Поглед към дънната платка на Робко-1
- Страна елементи
- Страна спойки